# Ouragan Ivan
Pour les articles homonymes, voir Cyclone tropical Ivan.
L’ouragan Ivan est la 9e tempête tropicale nommée, le 6e ouragan, le 4e ouragan majeur de l'année et le plus intense de la saison cyclonique 2004, atteignant la catégorie 5 de l'échelle de Saffir-Simpson. C'était un ouragan capverdien classique, mais avec une importante longévité.
Ivan a provoqué des dégâts catastrophiques à la Grenade sous la forme d'ouragan de catégorie 3 et de lourds dégâts en Jamaïque, ainsi qu'à Grand Cayman, une fois à la catégorie 4. Il a ensuite frappé la pointe ouest de Cuba en tant qu’ouragan de catégorie 5 puis s'est déplacé nord-nord-ouest dans le golfe du Mexique pour frapper Pensacola/Milton en la Floride et l'Alabama à la catégorie 3 supérieure, causant d'importants dégâts. Ivan s'est ensuite tourné vers le Sud-Est des États-Unis en  faiblissant mais laissant de fortes accumulations de pluie, avant de virer vers la côte Est pour devenir un cyclone extra-tropical le 18 septembre.
L'ex-Ivan s'est déplacée ensuite vers l'Atlantique subtropical occidental au large de la Floride et s'est régénérée en un cyclone tropical le 22 septembre. Ce dernier a ensuite traversé la Floride, le golfe du Mexique, pour toucher la côte une nouvelle fois en Louisiane et au Texas, causant des dégâts minimes. Ivan est redevenu extra-tropical le 24 septembre, avant de se dissiper le lendemain.
Ivan a causé des dommages estimés à 26,1 milliards $US (équivalant à 
35,3 milliards $US maintenant), dont 20,5 milliards aux États-Unis, et causé 122 décès. À la suite de ces pertes, L'organisation météorologique mondiale a retiré le nom Ivan des listes de nom donnés aux cyclones tropicaux et le remplaça par Igor en 2010.

## Évolution météorologique

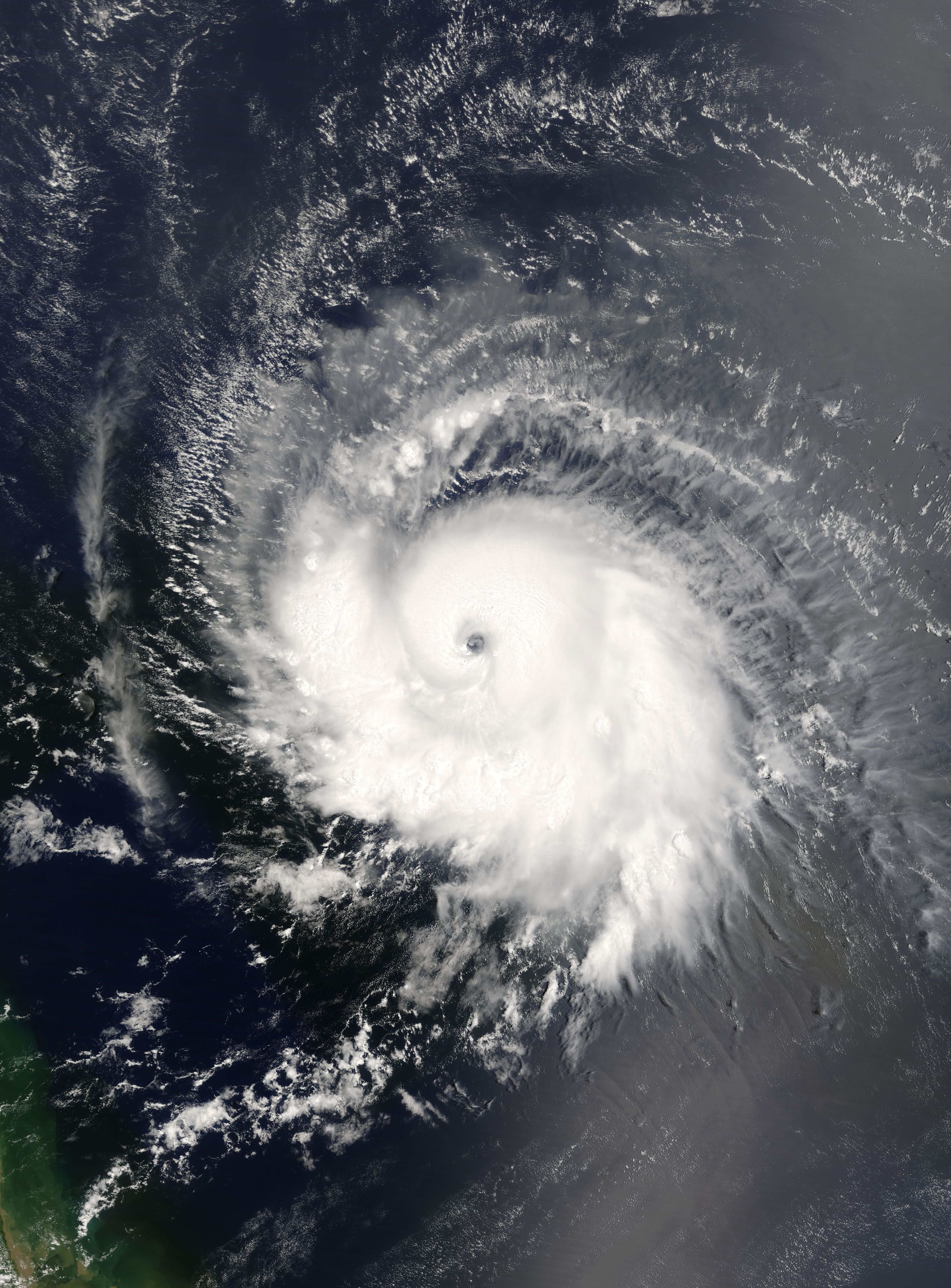
Ivan à la catégorie 3 juste à l'est des Petites Antilles le 5 septembre 2004.

Ivan s'est développé à partir d'une onde tropicale au large de la côte ouest de l'Afrique le 31 décembre. Bien que l'onde était accompagnée d'un centre de basse pression en surface et d’un impressionnant couvert de nuage en altitude, la convection associée était limitée et mal organisée. Au début septembre, des bandes convectives ont commencé à se développer autour du centre de surface et la dépression tropicale s'est formée vers 18 h UTC le 2 septembre.
Malgré une position à une latitude relativement basse (9,7 ° N), le développement s'est poursuivi et le cyclone est devenu la tempête tropicale Ivan seulement 12 heures plus tard à 6 h UTC le 3 septembre poursuivant son mouvement généralement vers l’ouest tout en se renforçant progressivement. Elle est devenue un ouragan à 6 h UTC le 5 septembre à environ 1 000 km à l’est de Tobago dans les Petites Antilles. Après avoir atteint la force d'un ouragan, le taux d'intensification d’Ivan fut rapide (>30 nœuds (56 km/h) par 24 heures). Ivan a atteint sa première intensité maximale de 115 nœuds (213 km/h) à 0 h UTC le 6 septembre, en faisant l'ouragan majeur le plus méridional enregistré à cette époque.
Ivan a ensuite faibli de 20 nœuds (37 km/h) au cours des 24 heures suivantes à cause de la présence d'air sec à mi-niveau de la troposphère qui est entré dans le centre de l'ouragan et a érodé le mur de l'œil. Le renforcement de l'ouragan reprit et les rapports des avions de reconnaissance ont indiqué qu’Ivan avait repris la catégorie 3 supérieure alors que son centre est passé à environ 6 km au sud-sud-ouest de la Grenade le 7 septembre. Le diamètre de son œil à ce moment était d’environ 10 km et les vents les plus forts ont ratissé la partie sud de l'île.
Après avoir pénétré dans le sud-est de la mer des Caraïbes, l'intensité de l'ouragan s'est stabilisée. À 18 h UTC le 8 septembre, une autre brève période d'intensification rapide débuta et les données des avions de reconnaissance indiquèrent qu’Ivan a atteint une intensité maximale de catégorie 5 à 140 nœuds (259 km/h) juste 12 heures plus tard dans le centre la mer des Caraïbes. Il tourna alors vers l'ouest, passant à 20 km au large de la côte sud de la Jamaïque et s'affaiblissant à la catégorie 4, en partie à cause d’un cycle de remplacement du mur de l'œil.
Plus tard dans la journée, Ivan commença à s'éloigner de l'île vers l'ouest-nord-ouest et il est rapidement redevenu de catégorie 5 sous un faible cisaillement vertical des vents très favorable à 18 h UTC le 11 septembre. Ses vents sont restés à 145 nœuds (268,54 km/h) ensuite durant 6 heures avant de faiblir à la catégorie 4 le 12 septembre mais pour redevenir une troisième fois de catégorie 5 à environ 80 km à l'ouest de Grand Cayman. Ivan s'affaiblit ensuite pendant que le centre passait au sud de Grand Cayman avec des vents soutenus juste en dessous de la force de la catégorie 5 à l'île. Cela a entraîné des dégâts généralisés dus aux vents et une onde de tempête qui a complètement recouvert l'île sauf pour l'extrême nord-est. Se déplaçant sur la nord-ouest de la mer des Caraïbes dans des conditions favorables et loin des terres aidèrent l'ouragan à maintenir la catégorie 5 pour une durée totale inhabituellement longue de 30 heures.

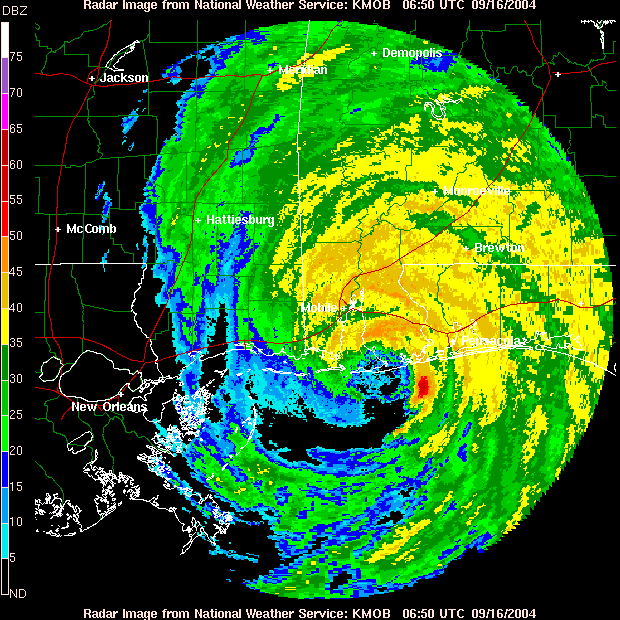
Image du radar météorologique lorsqu'Ivan touche la côte dans le comté de Baldwin (Alabama) le 16 septembre.

Le 13 septembre, Ivan est tourné vers le nord-ouest à une vitesse plus lente de 9 nœuds (17 km/h). Des vents de force des ouragans affectèrent ensuite l’ouest de Cuba, mais les effets furent beaucoup moins importants que ceux observés à la Grenade, la Jamaïque et Grande Cayman. Peu après son arrivée dans le sud du golfe du Mexique, tôt le 14 septembre, Ivan tourna au nord-nord-ouest puis au nord et s'affaiblit lentement dans une augmentation du cisaillement vertical et l'arrivée d'air sec mais sur des eaux toujours assez chaudes. L'ouragan a touché la côte comme un ouragan de catégorie 3, avec des vents de 105 nœuds (194,46 km/h) vers 6 h 50 UTC le 16 septembre, juste à l'ouest de Gulf Shores, Alabama. À ce moment-là, le diamètre de l’œil avait atteint 45 milles marins (83 km) ce qui a provoqué certains des vents les plus forts sur une zone étroite près de la frontière du sud de l’Alabama et de l’ouest du panhandle de Floride.
Une fois entré dans les terres, l'ouragan s'est dirigé vers le nord-est en traversant l'est la baie de Mobile et s'est affaibli en une tempête tropicale au centre de l'Alabama. Peu après, le système vira au nord-est devint un dépression tropicale avant 17 h UTC le 17 septembre sur le nord-est de l’État. Elle a poursuivi sa trajectoire pendant les 36 heures suivantes avant qu’Ivan ne fusionne avec un système frontal et devienne un faible cyclone extra-tropical sur la péninsule de Delmarva en fin de journée le 18 septembre. Cependant, Ivan laissa des quantités de pluie impressionnantes et généra des tornades avant cette transition, provoquant des inondations et des dégâts sur une grande partie du sud-est des États-Unis.
La circulation restante d’Ivan resta identifiable à la fois dans les données en surface et d'altitude. Au cours des trois jours suivants, la dépression s'est déplacée vers le sud et le sud-ouest et a finalement traversé la péninsule sud de la Floride depuis l’Atlantique le 21 septembre au matin. Elle a émergé sur le sud-est du golfe du Mexique plus tard dans l'après-midi en direction ouest. Repassant sur des eaux chaudes, la dépression a commencé à se reconstituer et un noyau tropical s'est développé à bas niveau. Dans la matinée du 22 septembre, Ivan a effectué un tournant horaire et à 18 h UTC, les rapports de l'avion de reconnaissance indiquèrent qu'il était redevenu une dépression tropicale sur le centre du golfe du Mexique, puis une tempête tropicale 6 heures plus tard à environ 120 km au sud de l’embouchure du Mississippi. La tempête a touché terre comme dépression tropicale dans l'extrême sud-ouest de la Louisiane vers 2 h UTC le 24 septembre. Ivan s'est ensuite rapidement dissipé plus tard sur la région côtière du nord-est du Texas à environ 20 km au nord-ouest de Beaumont.

### Circulation secondaire
Lorsque la dépression extra-tropicale restante d’Ivan est ressortie sur l'Atlantique le 18 septembre, la circulation du sud-ouest a amené une partie de l'humidité le long d'un système frontal pour fusionner avec une tempête des latitudes moyennes en formation au-dessus des provinces atlantiques du Canada. Le résultat de cette fusion fut une puissante tempête qui a duré 4 jours, devenant l'un des plus importants phénomènes météorologiques de l'année 2004 dans la région.

### Records

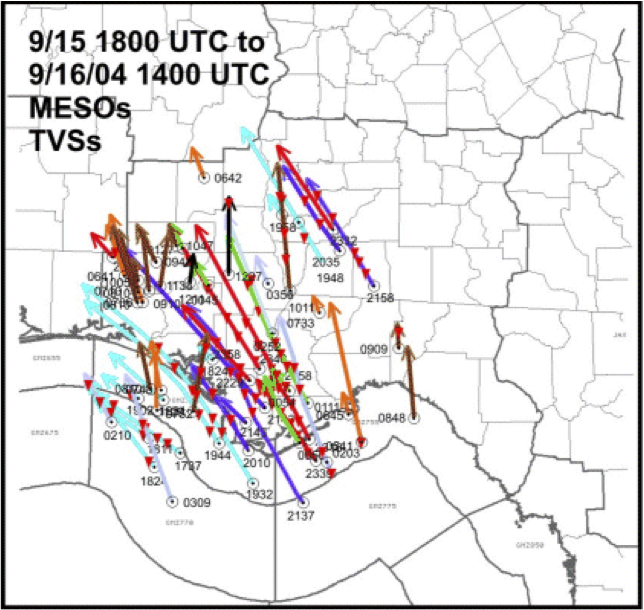
Trajectoire des orages tornadiques sur le panhandle de Floride.

Ivan a vécu 22,5 jours, y  compris ses phases extra-tropicales, et suivi une trajectoire de plus de 5 600 km. Il a établi 18 nouveaux records d'intensité aux basses latitudes, dont :
- Trois fois, il a atteint la catégorie 5, pour une durée totale de 30 heures[1] ;
- Il fut l'ouragan majeur le plus au sud (10° Nord) des annales à ce moment[1] ;
- Il est devenu l'ouragan de catégorie 4 le plus au sud jamais enregistré dans le bassin de l'Atlantique à 10,6 ° N[5] ;
- Il est l’ouragan de catégorie 5 le plus au sud jamais enregistré dans le bassin de l’Atlantique, à 13,7 ° N, avant Matthew en 2016[5] ;
- L’éruption de tornades associée à Ivan aux États-Unis compte 117 événements[4] : 26 le 15 septembre, 32 le 16, 57 tornadoes le 17 et 2 le 18 ;
- Il est un des sept ouragans capverdiens à frapper les États-Unis continentaux et ayant reçu un nom avant de passer à l’ouest de 35° Ouest. Les autres sont : Donna en 1960, Gloria en 1985, Ouragan Hugo en 1989, Georges en 1998, Isabel en 2003 et Irma en 2017.

## Impact
| Pays                            | Total des décès | Décès directs | Dommages (Millions $US de 2004) | Réf.   |
| Barbade                         | 1               | 1             | 5                               | [ 6 ]  |
| Îles Caïmans                    | 2               | 0             | 2 860                           | ,      |
| Cuba                            | 0               | 0             | 1 223                           | [ 6 ]  |
| République dominicaine          | 4               | 4             | N/D                             | [ 9 ]  |
| Grenade                         | 39              | 39            | 1 100                           | [ 6 ]  |
| Haïti                           | 3               | 3             | N/D                             | [ 10 ] |
| Jamaïque                        | 17              | 17            | 360                             | [ 9 ]  |
| Sainte-Lucie                    | 0               | 0             | 2,6                             | [ 9 ]  |
| Saint-Vincent-et-les Grenadines | 0               | 0             | 40                              | [ 9 ]  |
| Trinidad et Tobago              | 1               | 1             | 4,9                             | [ 11 ] |
| États-Unis                      | 57              | 25            | 20 500                          | ,      |
| Venezuela                       | 3               | 3             | N/D                             | [ 6 ]  |
| Totaux :                        | 127             | 93            | 26 072,5                        | ,      |

### Antilles et Amérique du Sud
Dans la région de la mer des Caraïbes, la Banque de développement des Caraïbes (CDB) estima en 2004 les pertes à plus de 3 milliards $US, dont 1,85 milliard aux îles Caïmans, dont 815 millions à la Grenade, 360 millions en Jamaïque, 40 millions à Saint-Vincent-et-les Grenadines et 2,6 millions de dollars à Sainte-Lucie. Cependant, aucune estimation des dégâts n'était disponible les autres îles des Antilles, ainsi que pour le Venezuela ou Cuba.

#### Grenade

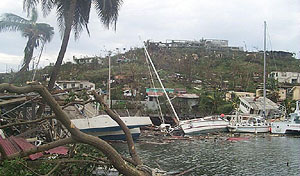
Après l'ouragan Ivan à la Grenade.

Ivan, qui a traversé l'île de la Grenade le 7 septembre 2004, tua directement 39 personnes. Les vents soutenus ont atteint 195 km/h, avec des rafales de 215 km/h, à l'aéroport international Maurice Bishop qui a aussi enregistré des précipitations de 134 mm lors du passage de l'ouragan.
Les vents violents ont touché plus de 14 000 maisons à la Grenade, soit 90 % des maisons du pays, et 30% furent détruites. Le passage d’Ivan a soit endommagé ou détruit 85 % des structures de l'île, dont 75 écoles primaires ou secondaires, et toute la Grenade est restée sans électricité ni eau courante. On estime que l'ouragan a laissé 18 000 personnes sans abri et qu'environ 700 personnes furent blessées par la tempête.
Saint-Georges, la capitale, a été sévèrement endommagée, y compris des bâtiments officiels. Parmi les six paroisses du pays, les quatre plus méridionales ont été les plus gravement touchées, constituant 80 % de la population totale. Environ 60 % des chambres d'hôtel furent endommagées ce qui affecta grandement le tourisme. Les pertes agricoles varièrent entre 60 et 90%, dont 80% de la récolte des noix de muscade,. Les dégâts furent estimés à 1,1 milliard de dollars.

#### Autres Petites Antilles et Venezuela

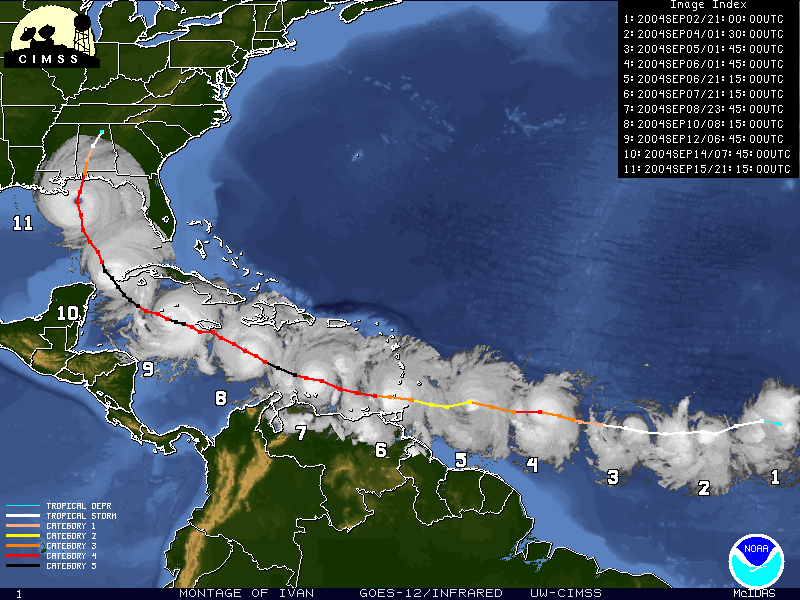
Composite des images satellitaires d’Ivan jusqu'à son entrée dans les terres.

Sur l'île de la Barbade, les vents soutenus ont atteint leur maximum à 112 km/h, tandis que les rafales ont atteint 149 km/h, endommageant de nombreux arbres et toits,. Au total, 531 maisons ont été endommagées, dont 43 ont été complètement détruites. En outre, quatre hôtels ont été endommagés et les vents ont laissé la majeure partie de l'île sans électricité, bien que les fonctionnaires aient travaillé rapidement pour rétablir le courant. Les accumulations de pluie furent faibles, avec moins de 25 mm dans la plupart des régions. L'onde de tempête et l'action des vagues ont provoqué une érosion des plages qui a gravement endommagé la plupart des routes côtières. Les dommages ont été estimés à plus de 5 millions de dollars de 2004.
Environ 60 maisons à Saint-Vincent-et-les Grenadines furent endommagées ou détruites,. Les dommages ont totalisé 40 millions $US de 2004. Les vents violents et les vagues ont provoqué des dégâts côtiers modérés dans le sud de Sainte-Lucie ce qui a touché les maisons situées près de la côte et entraîné des pertes dans la récolte de bananes. Des dommages mineurs au toit ont également été signalés et les pertes furent estimées à 2,6 millions de dollars sur l’île,. Trois blessures graves ont été signalées en raison de l'ouragan, mais aucun décès.
En Dominique, les vents ont atteint seulement 69 km/h. Les fortes vagues ont légèrement endommagé le sud-ouest de la Martinique et la Guadeloupe. À Tobago, les rafales de vent atteignirent 74 km/h, abattant plusieurs arbres et provoquant des pannes de courant dans 7 villages représentant plus de 30% de l'île,. Vingt villages de l'île ont subi diverses formes de dommages et au moins 45 maisons ont perdu leur toit. L'ouragan a laissé 22 personnes sans abri et touché directement environ 1 000 personnes. La hauteur des vagues était estimée à 20 m et au moins une maison s’est effondrée et est tombée dans l’océan. Les pluies provenant du passage de la tempête ont officieusement culminé à 400 mm sur l'île ce qui a provoqué des glissements de terrain. Des dégâts aux cultures ont également été signalés et les dommages globaux à Tobago ont été estimés à 4,9 millions de dollars de 2004. Les dégâts sur Trinité voisine furent minimes.
Alors qu’Ivan continuait de se renforcer, il est passé à environ 130 km au nord des îles néerlandaise au nord du Venezuela le 9 septembre. Des vents violents ont soufflé les bardeaux des toits et provoqué une forte houle cyclonique, endommageant plusieurs installations côtières. Une des bandes de pluie du système donna de fortes précipitations sur Aruba, provoquant des inondations et des dommages structurels de 1,1 million de dollars,.
Le long de la côte nord du Venezuela, l'ouragan a provoqué de fortes précipitations et une onde de tempête d'environ 4 mètres, endommageant 60 maisons. Les grosses vagues ont chaviré 10 bateaux et fermé plusieurs plages. La combinaison de pluie et de vents a détruit 21 maisons et détruit le toit de plusieurs autres, touchant 1 376 personnes, dont 80 sans abri. Des pannes de courant et un manque d'eau ont été signalés.
Une femme enceinte a été tuée à Tobago lorsqu'un arbre est tombé sur le toit de sa maison et une Canadienne âgée de 75 ans s'est noyée à la Barbade,. Au Venezuela, une personne s'est noyée à cause des vagues, plus à l'intérieur des terres, deux personnes se sont noyées quand une rivière a débordé et près de Caracas, un homme est mort après que de forts vents aient renversé un mur,,.

#### Porto Rico et Hispaniola
Le 8 septembre, l'ouragan Ivan est passé à 485 km au sud de Porto Rico et a donné de hautes vagues qui ont lavé déferlées sur la côte sud de l'île, près de Salinas. Une partie de la route 109 a été fermée pendant 12 heures à Las Ochenta en raison de débris. Le long de la côte sud de la République dominicaine, de fortes vagues ont tué quatre personnes.
De fortes vagues ont également affecté la côte sud d'Haïti, endommageant le port et détruisant trois maisons à Jacmel. Les hautes vagues ont tué une personne, tandis que deux personnes se sont noyées dans les crues après avoir refusé d'évacuer leur maison. Les accumulations de pluie maximales ont été de  72 mm à Les Cayes et ont causé des inondations le long du fleuve Artibonite,. L'ouragan a endommagé ou détruit les maisons de 2 500 personnes, principalement dans la péninsule de Tiburon.

#### Jamaïque
Ivan a affecté la Jamaïque les 11 et 12 septembre. Dix-sept (17) personnes périrent, 18 000 se retrouvèrent sans abri et l'estimation des dommages se monta à 360 millions $US,. Sur Pedro Bank, au large du sud-ouest du pays, un anémomètre a enregistré des vents de 215 km/h en moyenne sur dix minutes, avant que l'instrument ne cesse de rapporter et le radar météorologique Doppler a suggéré des vents de 179 km/h au sommet des montagnes. L'ouragan donna aussi des pluies torrentielles, endommageant même les pluviomètres dans le sud de l'île, avec des accumulations allant jusqu'à 721 mm à Ritchies, situé dans le nord-ouest de la paroisse de Clarendon et causant de nombreuses inondations ainsi que des glissements de terrain.
La tempête a détruit 5 600 maisons et endommagé 41 400 autres, et la plupart des installations de l’île furent endommagées. En raison d'un changement de trajectoire d’Ivan, Kingston, la capitale, fut épargnée des dégâts extrêmes. Cependant, le vent a abattu arbres et poteaux électriques et les inondations dans la ville furent considérées une catastrophe majeure. Certaines routes de la région étaient impassibles à cause des débris. Des pillards auraient erré dans les rues de Kingston après le passage de l'ouragan, détroussant les secouristes sous la menace d'armes à feu.
Les routes côtières furent inondées et endommagées dont un pont-jetée menant à un aéroport près de Kingston, lequel a dû être fermé et évacué. À Montego Bay, sur la côte nord, la rivière Barnett a débordé jusqu’à 1,2 m au-dessus de ses berges. La plupart des zones touristiques et touristiques n'ont cependant subi que des dommages esthétiques et toutes les structures sont restées intactes.

#### Îles Caïmans
Ivan est passé sur l'île comme un ouragan de catégorie 4 le 12 septembre au sud-ouest de George Town, la capitale. Les vents soutenus y soufflaient à 241 km/h avec des rafales à 276 km/h). L'onde de tempête fut de 2,4 à 3 m, surmontée de vagues de 6,1 à 9,1 m qui ont submergé la quasi-totalité de Grand Cayman à l'exception de l'extrême nord-est de l'île. L’aéroport international Owen Roberts et plusieurs maisons furent inondés par la crue. Les précipitations ont également atteint 308 mm à Grand Cayman. Sur Cayman Brac plus au nord-est, Ivan a donné des rafales de vents à 107 km/h) et des précipitations de 125 mm.
Selon le gouverneur Bruce Dinwiddy, un quart des bâtiments des îles étaient inhabitables et 85 % avaient subi des dégâts après le passage d’Ivan malgré un code de construction très strict prévu pour résister aux ouragans les plus importants. Une grande partie de Grand Cayman s'est retrouvée sans électricité, sans eau ou service d’égout pendant plusieurs mois. Après cinq mois, à peine la moitié des chambres d’hôtel pré-Ivan étaient utilisables. Pendant la tempête, les météorologues de la Jamaïque ont eu recours à des téléphones par satellite pour diffuser les alertes cycloniques aux îles Caïmans après que les infrastructures de l’archipel furent gravement endommagées.
Deux personnes ont été tuées à Grand Cayman, l’une par noyade et l’autre par des débris soufflés par le vent. Les dommages sur l'ensemble du territoire ont été catastrophiques, avec des pertes s'élevant à 2,86 milliards $US, soit 183 % de son produit intérieur brut. Les préparatifs de grande ampleur pour la tempête furent crédités du faible nombre de morts malgré les vents violents et les inondations.

#### Cuba
Le centre d’Ivan a traversé le canal du Yucatán comme un ouragan de catégorie 5 et s’est approché à moins de 28 km du cap San Antonio, le point le plus à l’ouest de Cuba, qui a brièvement traversé le bord du mur de l'œil,. À cet endroit, une station a enregistré des vents soutenus de 178 km/h avec des rafales atteignant 192 km/h, avant sa défaillance, mais les rafales maximales à cet endroit furent estimées à 270 km/h,.
Des vents atteignant plus de 185 km/h à environ 16 km du cap ont causé les dégâts les plus importants. Les vents de force d'ouragan (110 km/h) s'étendait à 90 km à l'est du cap sur la province de Pinar del Río, touchant les municipalités de Sandino et de Mantoue. Ceux de force de tempête (110 km/h) s'étendaient jusqu'à 225 km du cap à la province d'Artemisa ainsi qu'à l'île de la Jeunesse. Cette dernière intensité a duré 47 heures sur toute la région.
Une onde de tempête de 1,8 à 3,7 m a balayé la côte sud, provoquant des inondations. Elle a d’abord touché les provinces de Granma et Santiago de Cuba, tandis qu’Ivan se trouvait encore au sud de la Jamaïque. L'île au large de Cayo Largo a enregistré une onde de 5 m pendant le passage de l'ouragan. Les accumulations de pluie ont atteint 338,6 mm à Isabel Rubio et plusieurs zones ont enregistré plus de 100 mm. À Santiago de Cuba, dans le sud-est du pays, les fortes précipitations ont provoqué des glissements de terrain.
En tout, l’ouragan a causé pour 1,223 milliard $US de dégâts mais aucun décès. Les dommages furent particulièrement importants aux cultures, au réseau électrique et aux habitations.

### États-Unis
Ivan a considérablement endommagé les zones côtières et intérieures des États-Unis. L'ouragan a fait directement 25 morts (14 en Floride, 8 en Caroline du Nord, 2 en Géorgie et 1 dans le Mississippi) et 32 décès indirects. Les morts directes sont dues à des tornades (7), l'onde de tempête (5), les inondations dues à la pluie (4), les coulées de boue (4), les vents (3) et les vagues (2). Il fut l'ouragan le plus destructeur sur cette région en plus de 100 ans. À un moment donné, plus de 1,8 million de personnes étaient sans électricité dans neuf États. En plus des maisons et des commerces endommagés, Ivan a également détruit des millions d'acres de terres boisées et de forêts.
Au large, les opérations pétrolières dans le golfe du Mexique furent gravement perturbées, plusieurs plates-formes de forage et les pipelines ont subi divers dommages, provoquant notamment la marée noire de Taylor. Le débit quotidien normal de 475 000 barils de pétrole et 1,8 milliard de pieds cubes de gaz naturel, ainsi que les activités de raffinage, furent perturbés durant plus de 4 semaines. Au total, 12 grands pipelines et 6 plates-formes de forage ont subi des dommages importants, alors que 7 autres ont été complètement détruites.
Dans son rapport de 2004, le National Hurricane Center mentionnait un total de 686 700 demandes d’indemnisation déposées et que le groupement des assureurs estimait que les dommages assurés aux États-Unis totalisaient 7,11 milliards $US, dont plus de 4 milliards en Floride seulement. En utilisant un ratio entre les dommages réels et assurés, les pertes réelles s'élèveraient donc à 14,2 milliards $US de 2004. Dans une mise à jour de 2018, les dommages étaient ajustés à 20,5 milliards $US  ce qui en faisait le deuxième ouragan le plus coûteux jamais enregistré à ce moment-là, derrière l'ouragan Andrew de 1992.

#### Floride

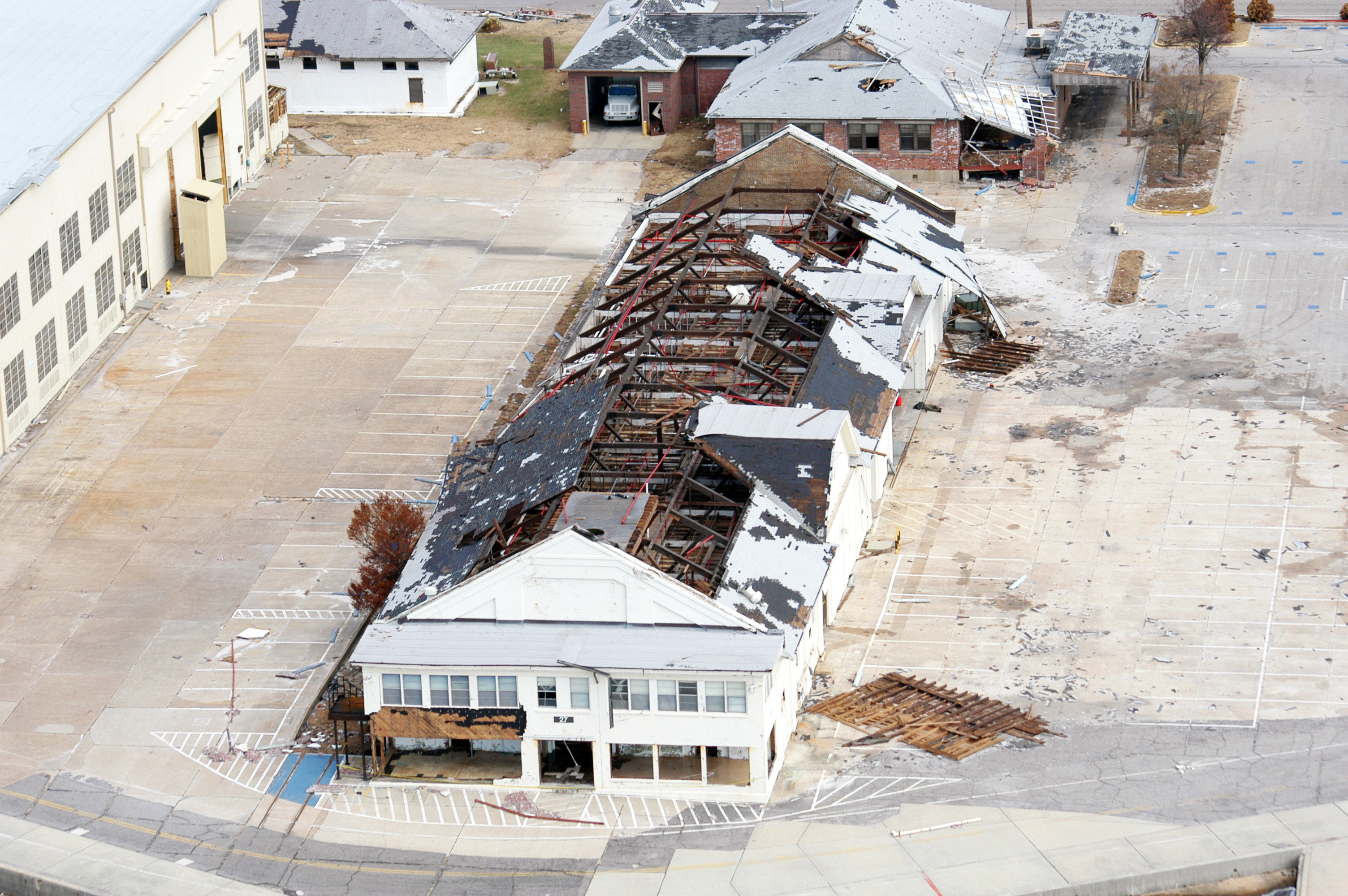
Dommages à la base aéronavale américaine de Pensacola.

Les dégâts les plus importants ont été observés à Pensacola et le comté de Santa Rosa. Un pont de l'Interstate 10 a été fortement endommagé, s'effondrant pour près d'un quart dans la baie d'Escambia La chaussée de la route US 90, à travers la partie nord de la baie de Pensacola a également été lourdement endommagée. Perdido Key, des îles barrières, fut la plus touché par la fureur d’Ivan et fut essentiellement nivelée. La base aéronavale américaine de Pensacola a subi des pertes de 800 à 900 millions $US.

#### Alabama
Les plus importants dégâts furent observés dans le comté de Baldwin, où l'œil du cyclone a touché le sol américain. Le long de la côte, les vagues et le vent ont causé d'importants dégâts à Innerarity Point et à Orange Beach. Des milliers de maisons dans les comtés côtiers de Baldwin et d'Escambia ont été endommagées ou détruites. Les efforts de nettoyage dans le comté d’Escambia ont entraîné la formation de piles de débris de plus d'un kilomètre de long et de 20 mètres de hauteur. Dans l'État, 500 000 personnes ont été privées d'électricité.
La Commission des forêts de l’Alabama a estimé la valeur des pertes forestières à environ 610 millions $US. Les dégâts ont affecté 2 700 000 acres (10 927 km2) de feuillus et résineux pour le bois de sciage et la pâte à papier.

#### Ailleurs

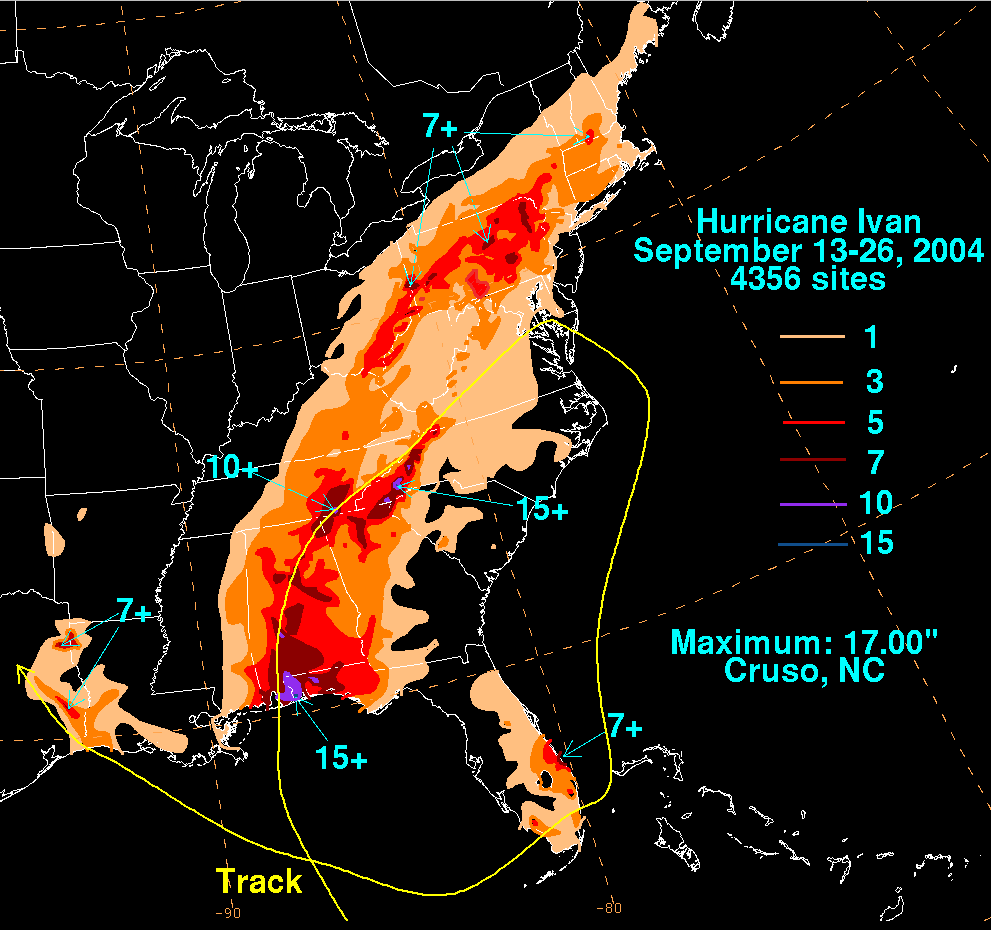
Cartes des accumulations de pluie avec Ivan (1 pouce = 25.4 mm).

Plus à l'intérieur des terres, Ivan diminua graduellement d'intensité, et devint même extra-tropical le 18 septembre, mais continua à donner de fortes pluies et à provoquer des inondations majeures. Les accumulations importantes ont été signalées entre le point de contact dans le sud de l'Alabama et la Nouvelle-Angleterre (voir carte ci-contre). Le maximum fut rapporté à Cruso dans l'extrême ouest de la Caroline du Nord à 17 pouces (432 mm).
La rivière Chattahoochee, près d'Atlanta, ainsi que de nombreuses autres rivières et ruisseaux, ont atteint des niveaux de débordement équivalents à une période de retour de 100 ans en Géorgie, en Alabama et au Tennessee. Dans l'ouest de la Caroline du Nord, de nombreux ruisseaux et rivières ont atteint des seuils bien au-dessus du stade d'inondation dans une zone qui avait été gravement endommagée par les inondations une semaine et demie auparavant par les vestiges de l'ouragan Frances, entraînant la fermeture de nombreuses routes.
La Blue Ridge Parkway ainsi que l'Interstate 40 à travers les gorges de la rivière Pigeon dans le comté de Haywood, en Caroline du Nord, ont subi des dommages importants et les glissements de terrain étaient fréquents à travers les montagnes. Il y a eu d'importantes inondations le long de la rivière French Broad et de la rivière Swannanoa à Asheville ainsi que le long de la rivière Pigeon près de Canton, en Caroline du Nord. La pluie a également causé un important flux de débris de boue, de roches, d'arbres et d'eau qui a déferlé sur Peek's Creek, près de Franklin, emportant 15 maisons et tuant cinq personnes,.
Le fleuve Delaware et ses affluents ont atteint un sommet juste en dessous de leurs records absolus établis par l'ouragan Diane en 1955. Les sites du sud du New Hampshire et du Massachusetts ont reçu plus de 7 pouces (178 mm) de pluie avec les restes d’Ivan, provoquant des inondations et des glissements de terrain. Dans le Connecticut, des vents 50 nœuds (93 km/h) se sont levés rapidement et de façon inattendue sur le Long Island Sound, provoquant le chavirement d'un trimaran de plaisance et tuant un des occupants. Les vents violents ont contribué à des pannes d'électricité généralisées dans toute la région des Appalaches.
Le système post et extra-tropical a également engendré des tornades mortelles aussi loin au nord que dans le Maryland. En traversant les États du Mid-Atlantic, les restes d’Ivan ont engendré 117 tornades dans l'est des États-Unis dont les 40 en Virginie le 17 septembre ce qui établissait un record quotidien pour l'État. En passant dans les régions de Wheeling (Virginie-Occidentale), et de Pittsburgh (Pennsylvanie), l'ex-Ivan a provoqué des inondations importantes et des rafales de vent. À l'aéroport international de Pittsburgh, il est ainsi tombé 151 mm de pluie en 24 heures.
Après le retour à l'état de tempête tropicale dans le golfe du Mexique le 22 septembre, Ivan a donné de nouvelles pluies avec des accumulations allant jusqu'à 200 mm au Texas.

## Retrait
Cet ouragan a marqué la troisième fois que le nom Ivan avait été utilisé pour désigner un cyclone tropical dans l'Atlantique, ainsi que la cinquième de six occurrences dans le monde. En raison des graves dégâts et du nombre de morts dans les Caraïbes et aux États-Unis, le nom d'Ivan a été retiré au printemps 2005 par l'Organisation météorologique mondiale et ne sera plus jamais utilisé dans le bassin atlantique. Il a été remplacé par Igor pour la saison 2010, nom qui fut lui-même retiré à cause des dégâts de l'ouragan Igor.

### Vidéographie
- « Cyclones à répétition » [vidéo], sur ina.fr, France 2 (journal de 20 heures), 17 septembre 2004